# ミゲル・アンヘル・ルケ
ミゲル・アンヘル・ルケ・サンティアゴ（Miguel Ángel Luque Santiago, 1990年7月23日 - ）はスペイン・サバデル出身のサッカー選手。ポジションはセンターハーフ。

## 来歴
カタルーニャ地方のサバデルで生まれ、RCDエスパニョールのジュニアユースでサッカーを始める。
その後、2005年から4年間をビジャレアルCFのカンテラで過ごし、この頃からスペインの世代別代表チームに選出されるようになる。しかしながら、2009年にウクライナで開催されるUEFA U-19欧州選手権の代表チームに漏れた。
代表から漏れはしたものの、中盤の軸としてのゲームメイク力がある。レアル・マドリード・カスティージャとの競合の末、2009年からはFCバルセロナ・アトレティックにてプレーした。